# The Rattler's Hiss
The Rattler's Hiss er en amerikansk stumfilm fra 1920 af B. Reeves Eason.

## Medvirkende
- Hoot Gibson
- Mildred Moore
- Tote Du Crow
- George Field